# معهد تشيبا للتقنية
«معهد تشيبا للتكنولوجيا»

معهد تشيبا للتكنولوجيا (باليابانية: 千葉工業大学 تشيبا كوغيو دايغاكو)Chiba Institute Of Technology ويختصر ب CIT هو جامعة خاصة تقع في ناراشينو، تشيبا، اليابان.
ا

## الحرم الجامعي
يتوفر المعهد على ثلاثة مراكز تعليمية هي

### حرم تسودانوما
يضم حرم تسودانوما العديد من المباني التي تحتوي على مختبرات وغرف محاضرات، وقاعات للمحاضرات مجهزة بمرافق متقدمة. دراسة المرحلة الجامعية في السنة الثالثة والرابعة وطلاب الدراسات العليا في هذا الحرم الجامعي.

### حرم شين ناراشينو
هو موقع «الحرم الجامعي» شين ناراشينو بجوار شينتوشين ماكوهاري، مركز التكنولوجيا العالية معروفة التي تضم ماكوهاري ميسي والعديد من المختبرات البحثية لصناعات التكنولوجيا العالية الموجودة على الواجهة البحرية الشرقية لخليج طوكيو.
أنجز في عام 1986

### حرم شجرة السماء
حرم جديد في برج شجرة سماء طوكيو الذي افتتح يوم 22 مايو 2012
ويعرض المعرض الأول لنتائج البحوث مستقبل مركز التكنولوجيا الروبوتيات (furu) للاتصالات وتكنولوجيا المعلومات ومركز أبحاث استكشاف الكواكب (PERC). هنا أننا نتظاهر نموذجا أولياً من روزماري، خلفا للروبوت إغاثة الكوارث المستخدم في موقع «محطة الطاقة النووية دايتشي فوكوشيما»، وهناك أيضا جهاز محاكاة مسبار المريخ التي تسمح لك بتجربة استكشاف المريخ باستخدام بيانات التصوير من سطح الأرض المقدمة من «الولايات المتحدة الوطنية للملاحة الجوية» والفضاء (ناسا).

## تاريخ المعهد
تأسس المعهد عام 1942 في ماتشيدا، طوكيو ثم انتقل إلى كيميتسو في تشيبا عام 1946.

## الكليات والمعاهد

### كليات لدرجة البكلوريوس
الهندسة
- قسم العلوم الميكانيكية
- الهندسة الكهربائية والالكترونية
- الحياة والعلوم البيئية
- قسم الهندسة المعمارية والبيئة الحضرية
- تصميم العلم
- قسم للتنمية المستقبلية للتكنولوجيا الروبوت

للعلم المعلومات
- إدارة المعلومات
- قسم من شبكة المعلومات

وزارة الشؤون الاجتماعية نظم العلوم
- قسم إدارة المعلومات
- قسم إدارة المشروع
- إدارة المخاطر المالية للعلوم

### كليات للدراسات العليا
- خريج كلية الهندسة
- علوم المعلومات
- كلية الدراسات العليا في النظم الاجتماعية

### معامل الابحاث
- الروبوتيات مركز تقنية المستقبل
- روبوت لاستكشاف الفضاء مركز
- مركز تحليل المواد
- مركز البحوث التعاونية

## وصلات خارجية
- موقع الجامعة
- الروبوتيات مركز تقنية المستقبل
- روبوت لاستكشاف الفضاء مركز